# Texas contro Pennsylvania
Texas contro Pennsylvania è stata una causa intentata presso la Corte suprema degli Stati Uniti d'America per contestare l'amministrazione delle elezioni presidenziali del 2020 in alcuni Stati federati in cui Joe Biden ha sconfitto l'allora presidente in carica Donald Trump.

## Il fatto
Depositata dal procuratore generale dello Stato federato del Texas, Ken Paxton, l'8 dicembre 2020, in materia di giurisdizione originale della Corte suprema, Texas contro Pennsylvania ha affermato che gli Stati federati della Georgia, Michigan, Pennsylvania e Wisconsin avrebbero violato la Costituzione degli Stati Uniti d'America modificando le procedure elettorali utilizzando metodi irregolari. La causa ha cercato di rallentare la certificazione del conteggio dei voti da questi quattro Stati prima del voto del Collegio elettorale degli Stati Uniti d'America del 14 dicembre e ha seguito circa 90 cause legali derivanti da controversie sui risultati elettorali presentate da Trump e dal Partito Repubblicano che sono state rigettate in numerosi tribunali di Stati federati e tribunali federali.
Entro un giorno dalla deposizione del Texas, Trump, oltre 100 repubblicani della Camera dei rappresentanti degli Stati Uniti e 18 procuratori generali repubblicani hanno presentato mozioni a sostegno della causa. Trump definì questa causa come «quella importante». I procuratori generali degli Stati imputati, uniti alle dichiarazioni presentate dalle loro controparti di altri venti Stati federati, due territori e il Distretto di Columbia, hanno esortato la Corte a non considerare la causa, definendola un «abuso sedizioso del processo giudiziario». Gli esperti di giurisprudenza americana hanno sostenuto che probabilmente la causa non sarebbe stata considerata e non avrebbe avuto successo anche se presa in considerazione, trattandosi quindi di «un'azione disperata» ("Hail Mary pass" in lingua inglese).

## La decisione
L'11 dicembre la Corte suprema ha ufficializzato la propria decisione al riguardo, rifiutandosi di esaminare il caso sulla base del fatto che ai sensi dell'Articolo III della Costituzione degli Stati Uniti d'America il Texas mancasse di legittimazione ad agire per contestare i risultati delle elezioni tenute in un altro Stato federato.